# Поліпірол
Поліпірол — це полімер, що має характерну структуру з повторюваними одиницями піролу. Його властивості можуть бути змінені зміною кількості та хімічного складу домішок, що додаються під час синтезу. Наприклад, додавання кислот може збільшити концентрацію доповнень на поверхні полімеру, тоді як додавання лугів навпаки може її зменшити. Також можна змінити властивості поліпіролу шляхом модифікації його структури за допомогою зміни температури та інших параметрів синтезу.

## Електричні властивості
Поліпірол характеризується як інтринзично провідний полімер, що означає, що він може проводити електричний струм без необхідності додавання провідних наповнювачів. Його провідність може бути регульована через допування — процес, при якому до полімеру додаються іони, що змінюють його електронну структуру.

### Електрохімічна полімеризація піролу
Електрохімічна полімеризація піролу (ЕПП) є процесом, під час якого молекули піролу окислюються та полімеризуються на електроді. У процесі ЕПП, пірол відіграє роль мономера, а електрод забезпечує зведення мономерів в полімерний ланцюг. Електрохімічна полімеризація піролу може проводитись у розчинах піролу або у водних розчинах піролу, доданих до електроліту, який може містити різні електроліти та додаткові речовини, які можуть впливати на процес полімеризації. В процесі використовується прикладена зовнішня електрична напруга для ініціації та контролю процесу полімеризації. Поліпірол утворюється на поверхні електрода, що діє як анод, де пірол окислюється, утворюючи позитивно заряджені радикали. Ці радикали взаємодіють між собою, утворюючи зв'язки та створюючи полімерні ланцюги.
Ключовим аспектом ЕПП є можливість контролювати товщину, морфологію та електропровідні властивості отриманого поліпіролу шляхом регулювання параметрів електролізу, таких як напруга, час, концентрація піролу, тип електроліту та температура розчину. Допінг поліпіролу, який включає введення іонів допанту в полімерний ланцюг під час полімеризації, додатково модифікує електричні та фізико-хімічні властивості полімеру, забезпечуючи широкий спектр потенційних застосувань. Крім того, дослідження спрямовані на розробку нових біомедичних застосувань, таких як контрольоване вивільнення лікарських засобів, тканинна інженерія та розробка біосумісних імплантатів, завдяки біосумісності та біорозкладності поліпіролу.

## Застосування
Поліпірол знаходить застосування в різних галузях, зокрема в електроніці, енергетиці, медицині та текстильній промисловості. Він використовується активним матеріалом у суперконденсаторах, акторах, сенсорах та електрохромних пристроях. Його біосумісність та провідні властивості також роблять його привабливим для розробки біомедичних імплантатів та датчиків.